# I Gringos non perdonano
I Gringos non perdonano (Die schwarzen Adler von Santa Fe) è un film del 1965, diretto da Ernst Hofbauer e da Alberto Cardone.

## Trama
Terrorizzati dalle scorrerie dei pellerossa, i coloni della regione di Santa Fé trovano rifugio in un forte militare. Mentre i soldati temporeggiano, un agente federale e un giornalista scoprono che la sollevazione indiana è stata fomentata da un facoltoso proprietario terriero.